# Kolžský záliv
Kolžský záliv (estonsky Kolga laht) je záliv na estonském pobřeží Finského zálivu v Baltském moři. Do zálivu se vlévají řeky Kolga a Loo. V zálivu leží ostrovy Rammu, Koipsi, Pedassaar, skupina Malusid a řada menších ostrůvků. Velká část zálivu je chráněná krajinná oblast (Kolga lahe maastikukaitseala).